# Agailjhara

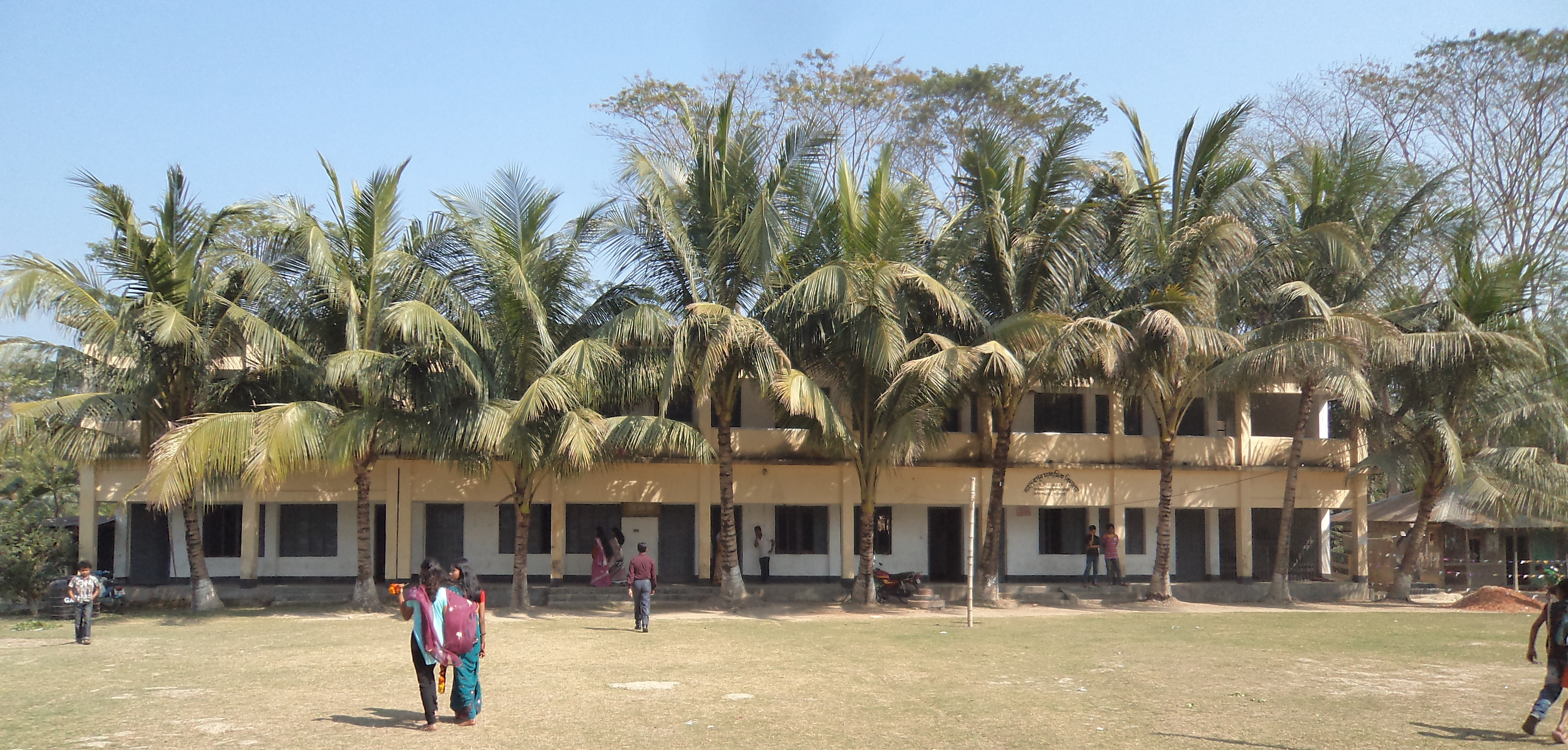
Escuela rural en la región

Agailjhara (en bengalí: আগৈলঝারা) es una Upazila del Distrito de Barisal de la división de Barisal, en Bangladés.

## Geografía
Agailjhara está ubicada en 22°58′00″N 90°09′00″E / 22.9667, 90.1500. Tiene 30560 casas y un área total de 161.82 km².

## Demografía
Según el censo de Bangladés de 1991, Agailjhara tiene una población de 147343 habitantes. Los hombres constituyen el 50.93% de la población, y las mujeres el 49.07%. Son 76524 los habitantes mayores de 18 años. Agailjhara tiene una tasa de alfabetización media del 42.4% (más de 7 años), y un promedio de alfabetización nacional del 32.4%.

## Administración
Agailjhara tiene 5 Distritos, 84 Mauzas o Mahallas, y 95 aldeas.